# Zenkō Suzuki
Suzuki Zenkō (鈴木 善幸?, Suzuki Zenkō; Yamada, 11 gennaio 1911 – Tokyo, 19 luglio 2004) è stato un politico giapponese, Primo ministro del Giappone dal 17 luglio 1980 al 27 novembre 1982.